# 1794 en philosophie
Chronologie de la philosophie
- 1790
- 1791
- 1792
- 1793
- 1794
- 1795
- 1796
- 1797
- 1798

L’année 1794 a été marquée, en philosophie, par les événements suivants :

## Publications
- Jacques-Henri Meister : Lettres sur l'imagination, Zurich, Orell, Gessner, Füssli, 1794.
- Thomas Paine : The Age of Reason (Le Siècle de la raison, publié en 1794-1795), pamphlet contre le christianisme, appel à la révolution religieuse, tolérance et profession de foi déiste.